# Свинец (фильм)
«Свинец» (узб. Qurg'oshin) — художественный фильм узбекского режиссёра Зульфикара Мусакова, посвящённый репрессиям сталинской эпохи.

## Сюжет
Основное действие фильма происходит осенью и зимой 1952-53 года. Герои фильма — два фронтовых друга, служащие в высшем эшелоне МГБ. «Свинец» — это позывные одного из них. В фильме рассказывается об обстановке в Узбекистане накануне смерти И. В. Сталина. Один из товарищей предпочтет погибнуть, но не совершить подлость в отношении своего брата.

## Награды
- Специальный приз жюри NETPAC на МКФ «Евразия» (Алма-Ата). Гран-При на первом Ташкентском Кинофоруме «Золотой Гепард». приз фестиваля «Киношок» за лучший сценарий[1][2]. «Золотой гепард» на ташкентском кинофоруме, Номинация на Премию «Ника» за лучший фильм стран СНГ и Балтии.